# Mûr-de-Bretagne
Mûr-de-Bretagne (bretonsko Mur) je naselje in občina v francoskem departmaju Côtes-d'Armor regije Bretanje. Leta 2006 je naselje imelo 2.096 prebivalcev.

## Geografija
Kraj leži v pokrajini Bretaniji ob jezeru Guerlédan, 47 km južno od Guingampa.

## Uprava
Mûr-de-Bretagne je sedež istoimenskega kantona, v katerega so poleg njegove vključene še občine Caurel, Saint-Connec, Saint-Gilles-Vieux-Marché in Saint-Guen s 3.517 prebivalci.
Kanton Mûr-de-Bretagne je sestavni del okrožja Guingamp.

## Zanimivosti
- kapela sv. Suzane, obdana s starimi hrasti, francoski zgodovinski spomenik,
- cerkev sv. Petra,
- umetno jezero Lac de Guerlédan, nastalo v 30-ih letih 20. stoletja z zajezitvijo reke Blavet.